# Карен Аллен
Карен Джейн Аллен (англ. Karen Allen; нар. 5 жовтня 1951, Керролтон, Іллінойс, США) — американська акторка кіно, телебачення та театру. Дебютувала в кіно в комедійному фільмі «Звіринець» (1978), після чого отримала невелику роль у романтичній комедійній драмі Вуді Аллена «Мангеттен» (1979) і головну роль у фільмі Філіпа Кауфмана «Мандрівники» (1979), потім знялася з Аль Пачіно в кримінальному трилері Вільяма Фрідкіна «Шукач» (1980).
Критичний і комерційний успіх принесла роль Меріон Ревенвуд у фільмі «Індіана Джонс: У пошуках втраченого ковчега», у якому знімалася разом з Гаррісоном Фордом (1981). За цю роль стала лавреаткою премії «Сатурн» за найкращу жіночу роль. Пізніше знялася у фільмах «Підстрель Місяць» (1982), «Людина з зорі» (1984), за що була номінована на премію «Сатурн» за найкращу жіночу роль, і «Нова різдвяна казка» (1988).
Отримала визнання за свою роботу у фільмах «Скляний звіринець» (1987), «Рік біля моря» (2016) і «Коулвелл» (2019). Повторила роль Меріон Рейвенвуд у фільмах «Індіана Джонс і королівство кришталевого черепа» (2008) і «Індіана Джонс і реліквія долі» (2023). Серед ролей у театрі виступи на Бродвеї, а також режисерська робота у театральних постановках і кіно.

## Ранні роки
Народилася 5 жовтня 1951 року в Керролтоні, штат Іллінойс, у родині професора університету Рут Патриції (до шлюбу Гауелл; 1927—2020) та агента ФБР Керролла Томпсона Аллена (1925—2015). Має англійське, ірландське, шотландське та валлійське походження. Через роботу батька сім'я часто переїжджала. «Я росла, переїжджаючи майже щороку, тому я завжди була новенькою в школі і не могла мати дійсно тривалої дружби», — сказала Аллен 1987 року. Хоча, за її словами, батько був дуже залучений до сім'ї, вона відчувала, що разом з двома сестрами виросла поміж жінок.
Після закінчення школи у Ланемі, штат Меріленд, у 17 років переїхала до Нью-Йорка, щоб вивчати мистецтво та дизайн в Технологічному інституті моди протягом двох років. Пізніше керувала бутиком у кампусі Університету Меріленду і проводила час, подорожуючи Південною та Центральною Азією. Навчалася в Університеті Джорджа Вашингтона та приєдналася до експериментальної компанії Washington Theatre Laboratory у Вашингтоні. 1974 року приєдналася до Shakespeare&Company у Массачусетсі. Через три роки повернулася до Нью-Йорка і навчалася в Театральному інституті Лі Страсберга.

## Кар'єра
Кінодебют відбувся 1978 року у фільмі «Звіринець». Наступні дві появи були у фільмах «Мандрівники» 1979 року та «Маленькому колі друзів» 1980 року, у якому зіграла одну з трьох радикальних студенток коледжу 1960-х років. З'явилася як запрошена зірка в пілотному епізоді довготривалого серіалу CBS «Тиха пристань» 1979 року. Отримала невелику роль телевізійної акторки у фільмі Вуді Аллена «Мангеттен» (1979), а потім зіграла коханку Аль Пачіно в суперечливому фільмі Вільяма Фрідкіна «Шукач» (1980).

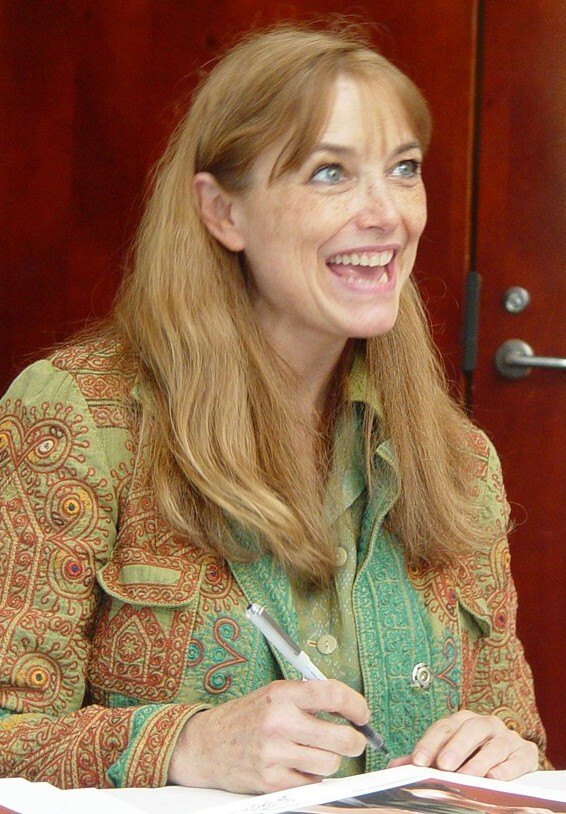
Аллен на Dallas Comic Con, 2006 рік

Роль Меріон Рейвенвуд у пригодницькому кінофільмі «Індіана Джонс: У пошуках втраченого ковчега» (1981) режисера Стівена Спілберга стала переломною в кар'єрі Аллен. Вона зобразила кохану жінку Індіани Джонса (Гаррісон Форд). За виконання цією ролі стала лавреаткою премії «Сатурн». Після кількох другорядних фільмів, у тому числі головних ролей у драматичному трилері «Розділений образ» (1982) режисера Теда Котчефа та романтичній драмі «До вересня» (1984) режисера Річарда Маркванда, події у якій відбуваються в Парижі, водночас виконувала театральні ролі, знялася з Джеффом Бріджесом у науково-фантастичному фільмі Джона Карпентера «Людина з зорі» (1984). Фільм мав успіх у критиків, а пізніше 1986 році на його основі зняли однойменний телесеріал короткочасного телесеріалу. За роль у фільмі її номінували на премію «Сатурн» за найкращу жіночу роль.
1982 року дебютувала на Бродвеї в постановці «Понеділок після дива». 1983 року зіграла головну роль в оф-бродвейській п'єсі «Кінцівки» — фізично важкій ролі про жінку, яка змінила хід справи проти потенційного ґвалтівника, який напав на неї. Вона часто робила перерви у кінокар'єрі, щоб зосередитися на ролях у театрі. 1987 року з'явився в ролі Лаури в кіноверсії п'єси Теннессі Вільямса «Скляний звіринець» режисера Пола Ньюмана з Джоном Малковичем і Джоан Вудворд у головних ролях.
1988 року повернулася на великий екран у ролі Клер, давно втраченого кохання Білла Мюррея, у різдвяній комедії «Нова різдвяна казка». Хоча фільм отримав неоднозначну реакцію критиків після його виходу, він мав великий касовий успіх. Відтоді стрічка стала культовою і вважається різдвяною класикою. 1990 року зіграла члена екіпажу Крісту Маколіфф у телефільмі «Челленджер», основаному на катастрофі 1986 року шатла «Челленджер». Згодом з'явилася у фільмі Спайка Лі «Малкольм Ікс» (1992), у невеликій ролі другого плану в «Ідеальному штормі» (2000) й «У спальні» (2001). Зіграла гостьові ролі в серіалах «Закон і порядок» (1996) і «Закон і порядок: Спеціальний корпус» (2001). Вона також знялася в короткотривалому серіалі «Дорога додому» (1994) і зіграла роль Клер Бертон у відеогрі «Ripper» (1996). 2014 року зіграла Бетті Лоу в «Незавершеній справі», 13-му епізоді 4-го сезону поліційної драми CBS «Блакитна кров».
Повторила свою найвідомішу роль Меріон Рейвенвуд у продовженні фільму «Індіана Джонс і королівство кришталевого черепа» 2008 року, у якому вона відновлює стосунки з Індіаною Джонсом і розповідає, що у них є син Генрі Джонс III, який назвався Маттом Вільямсом (Шая Лабаф). Стрічка стала критично і комерційно успішною.
2012 року зіграла головну роль в американській прем'єрі вистави «Літній день» Юна Фосса в театрі Cherry Lane у Нью-Йорку.
З 1981 року співпрацює з Berkshire Theatre Group. Вперше з'явилася у їхній виставі «Two for the Seesaw» на Беркширському театральному фестивалі в Стокбриджі, штат Массачусетс. З'явилася у літній постановці на театральному фестивалі у Вільямстауні. У серпні 2015 року зіграла у «Frankie and Johnny in the Clair de Lune» Терренса Макнеллі. 2016 року дебютувала як режисерка короткометражного фільму «Дерево. Скеля. Хмара.» за мотивами новели Карсона Маккаллерса. Стрічка перемогла як найкращий міжнародний короткометражний фільм на Манчестерському кінофестивалі у березні 2017 року. Зіграла головну роль у фільмі «Рік біля моря» (2017), основаному на мемуарах бестселера «Нью-Йорк таймс» Джоан Андерсон.
2023 року зіграла роль Меріон Рейвенвуд у фільмі «Індіана Джонс і реліквія долі». 2024 року з'явилася у фільмі "Непотоплюваний: Невимовний Титанік"у ролі Ненсі Сміт, дружини сенатора США Вільяма Олдена Сміта.

## Особисте життя

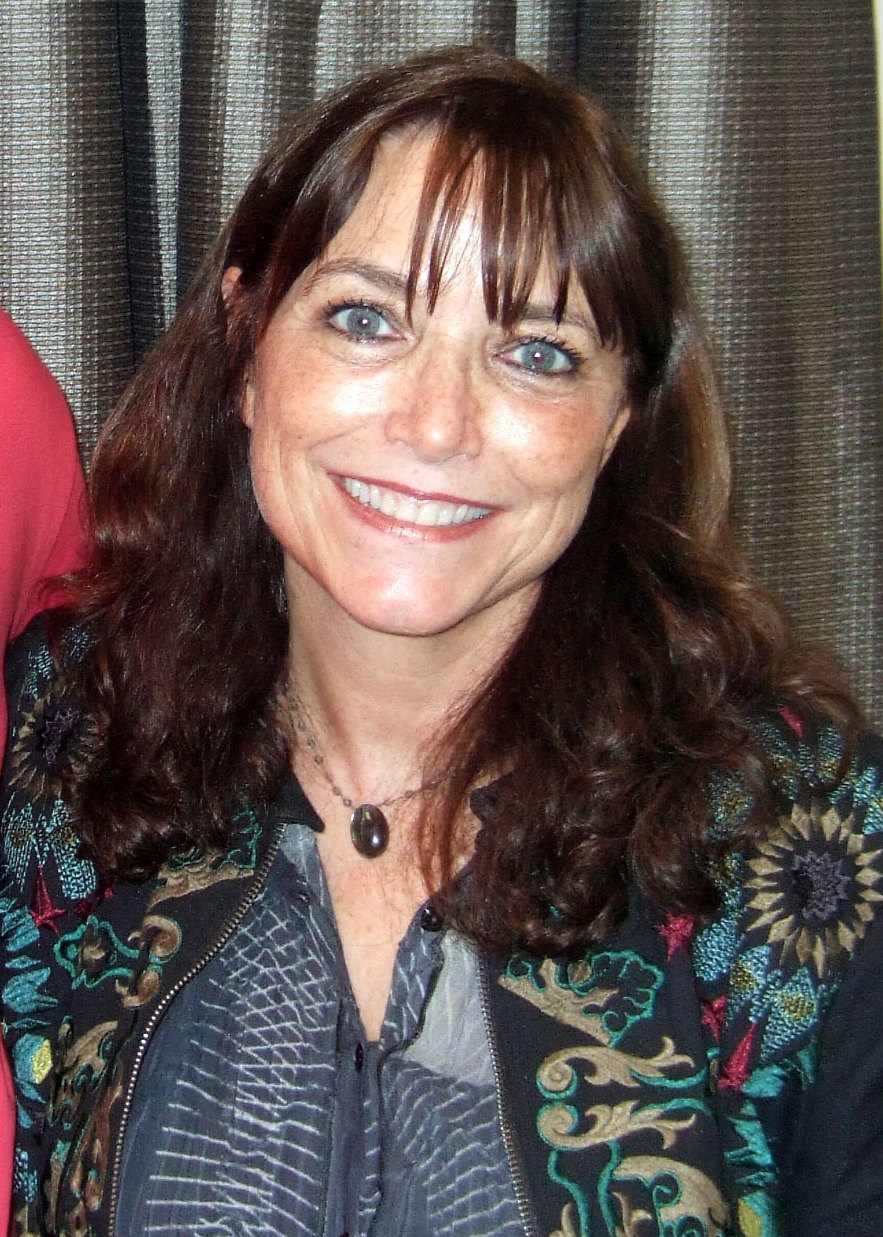
Аллен на Chiller Theatre Expo, 2013 рік

1988 року одружилася з актором Кейлом Брауном. 1990 року у них народився син Ніколас. Пара розлучилася 1998 року. Після народження сина Аллен погоджувалась на невеличкі ролі на телебаченні та в кіно, щоб зосередитися на вихованні дитини. Ніколас став особистим кухарем і 22 грудня 2016 року виграв на телешоу «Chopped» на Food Network.
2003 року заснувала власну текстильну компанію Karen Allen Fiber Arts у Грейт-Баррінгтоні, штат Массачусетс. У магазині компанії у Грейт-Баррінгтоні продаються речі, в'язані Аллен на в'язальній машині японського виробництва, а також вироби інших дизайнерів. За її роботу в текстильному мистецтві 2009 року нагороджена почесним ступенем магістра Технологічного інституту моди. Аллен також викладає акторську майстерність у Бард-коледжі в Саймонс-Рок, розташованому в Грейт-Баррінгтоні.
Живе у Массачусетсі. Також працює театральним режисером.

## Фільмографія
| Рік  |    | Українська назва                                | Оригінальна назва                                  | Роль                |
| ---- | -- | ----------------------------------------------- | -------------------------------------------------- | ------------------- |
| 1978 | ф  | Звіринець                                       | National Lampoon's Animal House                    | Кейті               |
| 1978 | тф |                                                 | Lovey: A Circle of Children, Part II               | Елізабет            |
| 1979 | ф  | Мангеттен                                       | Manhattan                                          | акторка             |
| 1979 | ф  | Мандрівники                                     | The Wanderers                                      | Ніна                |
| 1979 | с  | Тиха пристань                                   | Knots Landing                                      | Енні                |
| 1980 | ф  | Шукач                                           | Cruising                                           | Ненсі Гейтс         |
| 1980 | ф  | Маленьке коло друзів                            | A Small Circle of Friends                          | Джессіка Блум       |
| 1981 | ф  | Індіана Джонс: У пошуках втраченого ковчега     | Raiders of the Lost Ark                            | Меріон Ревенвуд     |
| 1981 | с  | На схід від раю                                 | East of Eden                                       | Абра                |
| 1982 | ф  | Прострель Місяць                                | Shoot the Moon                                     | Сенді               |
| 1982 | ф  | Роздвоєння особистості                          | Split Image                                        | Ребека/Емі          |
| 1984 | ф  | До вересня                                      | Until September                                    | Мо Александер       |
| 1984 | ф  | Людина з зорі                                   | Starman                                            | Дженні Гайден       |
| 1986 | с  | Альфред Гічкок представляє                      | Alfred Hitchcock Presents                          | Джекі Фостер        |
| 1987 | ф  | Термінус                                        | Terminus                                           | Гас                 |
| 1987 | ф  | Скляний звіринець                               | The Glass Menagerie                                | Лора Вінгфілд       |
| 1988 | ф  | Зустрічний вогонь                               | Backfire                                           | Мара Макендрю       |
| 1988 | ф  | Нова різдвяна казка                             | Scrooged                                           | Клер Філліпс        |
| 1989 | ф  | Поведінка тварин                                | Animal Behavior                                    | Алекс Бристоу       |
| 1990 | тф | Челленджер                                      | Challenger                                         | Кріста Маколіфф     |
| 1990 | тф | Секретна зброя                                  | Secret Weapon                                      | Рут                 |
| 1991 | ф  | Закоханий гастролер                             | Sweet Talker                                       | Джулі Магвайр       |
| 1992 | ф  | Перевтілення                                    | The Turning                                        | Глорі Лоусон        |
| 1992 | ф  | Малколм Ікс                                     | Malcolm X                                          | міс Данн            |
| 1993 | ф  | Майданчик                                       | The Sandlot                                        | місис Смоллс        |
| 1993 | ф  | Король гори                                     | King of the Hill                                   | міс Метью           |
| 1993 | ф  | Привид у машині                                 | Ghost in the Machine                               | Террі Манро         |
| 1993 | тф | Захват                                          | Rapture                                            | Джорджиана Каркоран |
| 1993 | тф | Подорож                                         | Voyage                                             | Кетрін Норвелл      |
| 1994 | с  | Дорога додому                                   | The Road Home                                      | Елісон Метсон       |
| 1996 | вг | Ripper                                          | Ripper                                             | Клер Бернтон        |
| 1996 | тф | Ворожі залицяння: Історія Керрі Еллісон         | Hostile Advances: The Kerry Ellison Story          | Маргарет            |
| 1996 | с  | Закон і порядок                                 | Law & Order                                        | Джудіт Сендлер      |
| 1997 | тф | Всі минулі зими                                 | All the Winters That Have Been                     | Гелен Рейвен        |
| 1997 | ф  | Порський ідеал                                  | Til There Was You                                  | Бетті Доукан        |
| 1998 | ф  | Коли падають небеса                             | Falling Sky                                        | Рессі Ніколсон      |
| 2000 | ф  | Кохання і баскетбол                             | The Basket                                         | Бессі Емері         |
| 2000 | ф  | Вітряна ріка                                    | Wind River                                         | Марта               |
| 2000 | ф  | Ідеальний шторм                                 | The Perfect Storm                                  | Мелісса Браун       |
| 2001 | ф  | Мандрівник                                      | World Traveler                                     | Делорес             |
| 2001 | ф  | У спальні                                       | In the Bedroom                                     | Марла Кіз           |
| 2001 | тф | Мій найнеймовірніший рік                        | My Horrible Year!                                  | Белінда Фолкнер     |
| 2001 | тф | Цитадель                                        | Shaka Zulu: The Citadel                            | Кетрін Фаевелл      |
| 2001 | с  | Закон і порядок: Спеціальний корпус             | Law & Order: Special Victims Unit                  | Полі                |
| 2003 | ф  | Вбити Едгара                                    | Briar Patch                                        | Лі                  |
| 2004 | ф  | Хлопець з обкладинки                            | Poster Boy                                         | Юніс Крей           |
| 2004 | ф  | Коли мене покохають                             | When Will I Be Loved                               | Александра Баррі    |
| 2008 | ф  | Індіана Джонс і королівство кришталевого черепа | Indiana Jones and the Kingdom of the Crystal Skull | Меріон Ревенвуд     |
| 2009 | тф | Рік собаки                                      | A Dog Year                                         | Пола                |
| 2010 | тф | Різдво у листопаді                              | November Christmas                                 | Клер                |
| 2010 | ф  | Білі ірландські пʼяниці                         | White Irish Drinkers                               | Маргарет            |
| 2012 | тф | Сталева зоря                                    | The Tin Star                                       | Еліза Флінн         |
| 2014 | с  | Блакитна кров                                   | Blue Bloods                                        | Бетті Лоу           |
| 2015 | ф  | Важке поранення                                 | Bad Hurt                                           | Елейн Кендалл       |
| 2016 | ф  | Рік біля моря                                   | Year by the Sea                                    | Джоан Андерсон      |
| 2019 | ф  | Коулвелл                                        | Colewell                                           | Нора Панковськи     |
| 2020 | с  | 50 штатів страху                                | 50 States of Fright                                | шериф Столінгс      |
| 2021 | ф  | Побачене та почуте                              | Things Heard & Seen                                | Мер Лотон           |
| 2022 | ф  | Стадія сутінок                                  | A Stage of Twilight                                | Кора                |
| 2022 | с  | Останні кінозірки                               | The Last Movie Stars                               | Френсіс Вудворд     |
| 2023 | ф  | Індіана Джонс і реліквія долі                   | Indiana Jones and the Dial of Destiny              | Меріон Ревенвуд     |
| 2024 | ф  | Непотоплюваний                                  | Unsinkable                                         | Ненсі Сміт          |

## Визнання
| Рік  | Нагорода                                 | Категорія                                                             | Робота                                             | Результат | Прим.         |
| ---- | ---------------------------------------- | --------------------------------------------------------------------- | -------------------------------------------------- | --------- | ------------- |
| 1981 | Сатурн                                   | Найкраща жіноча роль                                                  | Індіана Джонс: У пошуках втраченого ковчега        | Перемога  | [ 14 ] [ 34 ] |
| 1983 | Театральний світ                         | Видатний дебютний виступ на сцені Нью-Йорка                           | Понеділок після дива                               | Перемога  | [ 35 ] [ 36 ] |
| 1984 | Сатурн                                   | Найкраща жіноча роль                                                  | Людина з зорі                                      | Номінація | [ 37 ] [ 34 ] |
| 1988 | Незалежний дух                           | Найкраща жіноча роль другого плану                                    | Скляний звіринець                                  | Номінація | [ 38 ] [ 34 ] |
| 1990 | Сан Жорді                                | Найкраща іноземна акторка                                             | Скляний звіринець                                  | Номінація | [ 36 ] [ 34 ] |
| 2009 | AARP Movies for Grownups Awards          | Найкраща історія кохання дорослих (за 50) (разом з Гаррісоном Фордом) | Indiana Jones and the Kingdom of the Crystal Skull | Номінація | [ 39 ] [ 34 ] |
| 2016 | Гамільтонський міжнародний кінофестиваль | Найкраща акторка                                                      | Рік біляяя моря                                    | Перемога  | [ 40 ] [ 34 ] |
| 2020 | Незалежний дух                           | Найкраща жіноча роль                                                  | Коулвелл                                           | Номінація | [ 38 ] [ 34 ] |
| 2020 | Клотрудіс                                | Найкраща жіноча роль                                                  | Коулвелл                                           | Номінація | [ 41 ] [ 34 ] |
| 2022 | Вудголскій кінофестиваль                 | Найкраща роль (дорослі):                                              | Стадія сутінок разом з Вільямом Седлером           | Перемога  | [ 42 ] [ 34 ] |